# 李道明 (養樂多)
李道明（1959年—），生於台灣台北市，企業家，為養樂多公司總經理，雅可樂多公司董事長。他也是其家族投資公司，耕成投資公司董事長。

## 生平
其父李團居，為養樂多公司共同創辦人。李道明是家中么子，大學就讀日本亞細亞大學，畢業後進入日本養樂多本社工作，30歲時回到台灣，進入養樂多公司，接管家族事業。
在企業工作外，他也是台日文化經濟協會副會長，致力於推動台日間的邦交。為台灣乳酸菌協會理事。